# Gezira (Sudan)
Gezira, Gezire o Gezireh, o al-Gezira o al-Gezirah, o Jazira, Jazire, Jazirah, al-Jazire, al-Jazira o al-Jazirah —àrab: ولاية الجزيرة, wilāya al-Jazīra— és una de les quinze wilayes o estats del Sudan, entre el Nil Blau i el Nil Blanc, a la regió del Nil Blau. El nom significa «illa» en àrab, perquè per la seva situació entre rius sembla una gran illa. Té una superfície de 23.373 km² i una població de 3.575.280 habitants segons el cens de l'abril del 2008. La capital és Wad Medani.	
En aquesta regió va tenir el centre el regne Funj de Sennar. La regió natural entre els dos rius fou objecte de diversos plans agrícoles sota el condomini per desenvolupar la producció de cotó; aquesta política fou obra principal del segon governador general del Sudan angloegipci Sir Francis Reginald Wingate (1900-1916). El 1925 es va iniciar el programa per la Gezira que pretenia posar en rendiment extenses zones, però una plaga de llagosta i l'ensorrament del mercat del cotó van portar a una crisi financera. La província de Gezira va existir sota els britànics (Sudan Anglo-egipci), ja que consta el seu emblema policial, una au de potes llargues, del tipus cigonya, però fou agregada en data desconeguda anterior al 1948 a la província del Nil Blau. L'1 de juliol de 1974 es va restaurar la província segregada del Nil Blau. El 1980 la província forma part de la regió del Nil Blau la qual es va convertir en estat el 1991. El febrer del 1994 l'estat es va dividir en quatre estats, un d'ells l'estat de Gezira. El cotó ha perdut part de la seva producció en favor del blat.

## Governadors
- 1994 - 1997 Ibrahim Ubaydullah
- 1997 - 2002 Sharif Ahmad Umar Badr
- 2002 - 2009 Abdel Rahman Sirr Al Khatim
- 2009 - Al Zubeir Bashir Taha